# Велика Румунія
Велика Румунія (рум. România Mare) — ідея максимального розширення кордонів Румунії. Ідея реалізовувалася під час існування Румунського королівства, коли після об'єднання Румунії і проголошення її незалежності в ході збройних конфліктів і воєн кордони держави були максимально розширені. Під час Другої Балканської війни до складу Румунії включена Південна Добруджа, потім після розпаду Російської імперії була приєднана новостворена Молдовська Демократична Республіка. Після розпаду Австро-Угорщини в ході чехословацько-угорської війни були приєднані Трансільванія і Буковина. Період між 1918 і 1940 роками був часом найбільшого розширення кордонів держави. Після Бессарабсько-буковинського походу РСЧА і територіальних поступок Королівству Угорщина та Болгарському царству територія Королівства Румунія значно зменшилася, це спричинило зміну режиму на пронімецький.
З початком Німецько-радянської війни Румунія знову почала розширюватися. Гітлер дозволив Королівству Румунія приєднати Бессарабію і Задністров'я, де в її складі утворилися губернаторства Бессарабія і Трансністрія відповідно, а також Північну Буковину, де було утворено Губернаторство Буковина.